# La'eeb
Cet article concerne la mascotte de la Coupe du monde de football 2022. Pour les autres mascottes de Coupe du monde, voir Mascotte de la Coupe du monde de football.

La'eeb

La'eeb (en arabe : لعيب) est la mascotte officielle de la Coupe du monde de football 2022 qui s'est déroulée au Qatar.

## Histoire
La'eeb est la mascotte officielle de la Coupe du monde de football 2022 qui s'est déroulée au Qatar. Dévoilée le 1er avril 2022, elle représente un keffieh, la coiffe traditionnelle arabe.
Le 1er avril 2022, la mascotte est officialisée avant le tirage au sort de la phase finale de la compétition.
En arabe, La'eeb signifie « joueur très talentueux ».